# Leon Rodgers
Leon Rodgers (19 juni 1980) is een Amerikaans professioneel basketballer. Van 2004 tot 2007 speelde Rodgers in de Eredivisie (basketbal) in Nederland voor EiffelTowers Nijmegen en EiffelTowers Den Bosch. In elk van zijn drie seizoenen in Nederland werd hij verkozen tot Meest Waardevolle Speler van de competitie. In zijn twee seizoenen met Den Bosch werd hij landskampioen.

## Erelijst

### Club
EiffelTowers Nijmegen / EiffelTowers Den Bosch
- Eredivisie (basketbal) (2): 2005–06, 2006–07

 Artland Dragons
- Duitse Beker (1): 2007–08

### Individueel
EiffelTowers Nijmegen / EiffelTowers Den Bosch
- Eredivisie MVP (3): 2004–05, 2005–06, 2006–07
- Eredivisie All-Star Team (3): 2004–05, 2005–06, 2006–07
- All-Star (2): 2005, 2007
- Statistical Player of the Year (1): 2006–07